# Hyperandrogenism
Hyperandrogenism är ett endokrint tillstånd av för höga värden androgener (manliga könshormoner).
Hyperandrogenism kan uppstå på grund av en rubbning av binjurarnas steroidsyntes, till exempel till följd av enzymatiska problem (adrenogenitalt syndrom). Eftersom kvinnor omvandlar en stor del av sina androgener till östrogener, kan tillståndet också bero på att förutsättningarna därför är sämre, till exempel vid undervikt eller dysfunktionella äggstockar. Två andra orsaker kan vara brist på könshormonbindande globulin och aromatasbrist.

## Kvinnlig hyperandrogenism

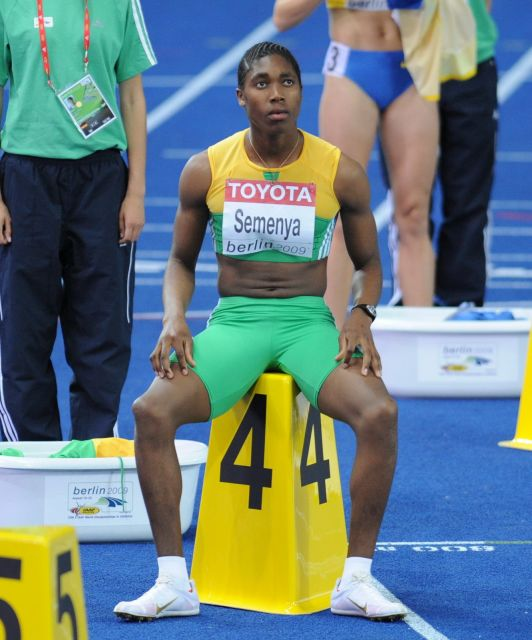
Caster Semenya

Hyperandrogenism hos kvinnor är ofta ett symtom på polycystiskt ovariesyndrom, och beror då på att äggstockarna inte omvandlar androgenerna i omlopp. Tillståndet hänger i så fall ofta samman med hyperinsulinemi, vilket uppstår för att kompensera insulinresistens, och övervikt. Vid polycystiskt ovariesyndrom förekommer det att kvinnorna har ökad utsöndring tillväxthormon och IGF-1. Cushings syndrom, annan hyperkortisolism och högt kolesterol kan också leda till hyperandrogenism, eftersom den totala mängden steroider då ökar. Vidare kan tillståndet uppkomma av testosteronproducerande tumörer, hyperprolaktinemi, graviditet, att ta testosteronhöjande läkemedel, eller andra problem med binjurarna eller äggstockarna. Det finns forskning som tyder på att bulimia nervosa kan leda till hyperandrogenism och virilisation,och äldre forskning som kommit fram till att anorexia nervosa leder till höjda nivåer testosteron, medan senare forskning kommit fram till att anorexia ger sänkta nivåer testosteron.
Hyperandrogenism förekommer inom elitidrott, och kan då misstänkas för doping med anabola steroider eller erytropoetin (EPO). På 1960-talet undersöktes kvinnliga idrottares anatomi och fysiologi rutinmässigt, eftersom hyperandrogenism ansågs vara en fördel i sammanhanget. Omkring millennieskiftet införde International Association of Athletics Federations (IAAF) och International Olympic Committee (IOC) ett förbud inför att testa könshormoner rutinmässigt. Beslutet omvärderades 2009 när Caster Semenyas balans av könshormoner ifrågasattes med hänvisning till idrottsprestationen och graden maskulinisering. Att ökade testosteronnivåer skulle förbättra idrottsresultat är en traditionell hållning, men har också kritiserats. Kvinnliga atleters testosteronnivåer kan dock ligga över referensintervallet och hålla sig inom männens referensintervall.
Hyperandrogenism ses som ett varningstecken för att utveckla hjärt- och kärlsjukdomar, och hänger samman med högt blodtryck.
För kvinnor yttrar sig hyperandrogenismen i hirsutism, klitoromegali, manligt håravfall, mörkare röst, akne. och menstruationsstörningar (problem med ägglossning). Ju längre tid tillståndet varar, desto större risk att utveckla virilism.
Hyperandrogenism är en av de vanligaste endokrina störningarna hos kvinnor i fertil ålder.

## Hyperandrogenism hos män
Hyperandrogenism kan hos män uppkomma till följd av dysfunktioner i binjurarna eller testiklarna. Det kan också bero på förhöjda värden 17-hydroxiprogesteron eller på doping med anabola steroider.
Hos män kan hyperandrogenism yttra sig i håravfall i ung ålder, eller akne, vilket vanligen är det första tecknet på tillståndet.